# Happy Science
Happy Science (幸福の科学 Kōfuku-no-Kagaku?), conocido anteriormente como el Instituto para la Investigación de la Felicidad Humana, es un controvertido nuevo movimiento religioso y espiritual fundado en Japón el 6 de octubre de 1986 por Ryuho Okawa, que ha sido considerado como una secta.

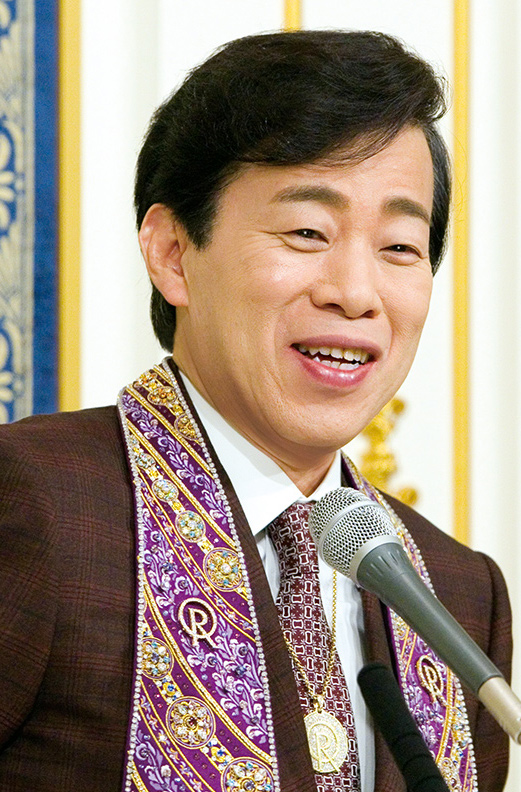
Ryuho Okawa, 15 de febrero de 2015

El grupo Happy Science incluye una división editorial llamada IRH Press, establecimientos educativos como la Academia Happy Science y la Universidad Happy Science, un partido político llamado el Partido de la Realización de la Felicidad y tres empresas de entretenimiento: New Star Production, ARI Production y HS Pictures Studio.

## Historia
Happy Science fue fundada el 6 de octubre de 1986  y obtuvo su certificación como organización religiosa el 7 de marzo de 1991. Según Ryuho Okawa, su objetivo es "traer felicidad a humanidad difundiendo la Verdad". Antes de su fundación, Ryuho Okawa publicó varios libros de "mensajes espirituales" que pretendían canalizar las enseñanzas de figuras religiosas e históricas como Jesucristo, Confucio y Nichiren. En 1987, se publicaron los libros: Las Leyes del Sol, Las Leyes Doradas, y Las Leyes de la Eternidad, convirtiéndose en los libros claves de Happy Science, junto con el libro de sutras El Dharma del Corazón Correcto. En 1986,  dimite de una posición en una empresa comercial para fundar su propia religión.

## Enseñanzas

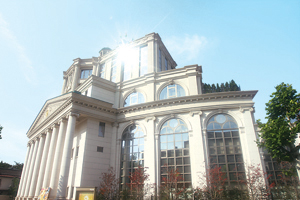
Tokyo Shoshinkan en Sengakuji

Las enseñanzas básicas de Happy Science son: Exploración de la Mente Correcta, El Cuádruple Camino y el culto a El Cantare. Según Okawa, para obtener la felicidad uno tiene que practicar los Principios de la Felicidad conocidos como El Cuádruple Camino, el "amor que da", cordura, autoreflexión y progreso. El requisito único para unirse a Happy Science es que los solicitantes deban tener la "aspiración y disciplina para buscar la verdad y activamente contribuir a la realización de amor, paz y felicidad encima en la Tierra". Entre otras enseñanzas,  creen en la reencarnación y en los extraterrestres.
Al mismo tiempo, el ala política de la organización, el Partido de la Realización de la Felicidad, promueve puntos de vista políticos alineados a la extrema derecha que incluyen: el apoyo para la expansión militar japonesa, apoyo para el uso de armas nucleares, y la negación de acontecimientos históricos como la Masacre de Nankín en China y la esclavitud sexual de mujeres de Corea del Sur por parte del Imperio de Japón en la Segunda Guerra Mundial. Otros puntos incluyen: el gasto en infraestructura, la prevención de desastres naturales, el desarrollo urbano, y la construcción de diques. También defienden conservadurismo fiscal, fortaleciendo las alianzas entre Estados Unidos y Japón, y el liderazgo en base a la virtud. Desde la primavera  de 2018, el Partido de la Realización de la Felicidad tiene 21 consejeros locales.

## Objeto de adoración
Los adeptos a Happy Science adoran a una deidad llamada El Cantare, quién  creen es el "Dios más Alto de Tierra, el Dios de todos los  dioses", sinónimo con Alá, el Padre de Jesús, y era primer hombre nacido en la Tierra (como Alfa) hace 330 millones de años en donde es ahora África, Elohim, Odín, Tot, Ofealis (Osiris) Hermes y el entonces Shakyamuni Buddha, y que dice ser la consciencia del mismo Okawa. El movimiento acepta tanto el monoteísmo como el politeísmo. Explican que  hay una jerarquía en el mundo espiritual y creen en la existencia de muchos dioses, Tathagatas, Bodhisattvas, y otros espíritus superiores.

## Instalaciones
La sede general, lugares de adoración, y los sitios misioneros están localizados en Japón y otros países. Los lugares de adoración se denominan Shoja (精舎 o vihara en sánscrito) o Shoshinkan (正心館). El 1 de enero de 1994, se crea la primera división fuera de Japón en Nueva York. La organización tiene sede en varios países que incluyen Corea del Sur, Brasil, Perú, México, Uganda, Reino Unido, Australia e India.

## Controversias
Happy Science es una  de las muchas religiones nuevas japonesas, quienes son vistas como "polémicas" por la prensa y el público japonés.  Según The Japan Times, "para muchos, los Happies tienen un sospechoso olor a secta". No sólo la prensa japonesa, sino también los medios de comunicación internacionales de Estados Unidos, Uganda, Indonesia, y Australia han aplicado el término de "secta" a Happy Science.
Happy Science realizó vídeos promocionales donde reclaman que Corea del Norte y China están conspirando para intentar invadir y colonizar Japón después de someterlo primero mediante una guerra nuclear.
En febrero de 2017, la actriz Fumika Shimizu se retiró de su agencia de talentos mientras estaba en medio de múltiples proyectos para dedicar su tiempo a ARI Production, una agencia relacionada con Happy Science, declarando  que ella ha sido miembro de la religión desde su infancia bajo la influencia de sus padres, quienes han sido devotos creyentes de la religión por varios años. Debido a ello, la actriz se cambia de nombre, pasando a ser Yoshiko Sengen.